# Музичний реліз
Музичний реліз — це будь-яка публікація на радіо, телебаченні, в інтернеті, чи видання на носіях інформації музичного твору, чи низки творів. До музичних релізів належать музичний альбом, сингл, відеокліп тощо.
Будь-який музичний реліз має назву, дату виходу, автора та виконавця. Іноді зазначаються й інші особи, які брали участь у процесах створення і підготовки музичних релізів (наприклад продюсер, звукорежисер, у випадку відеорелізу режисер тощо). Також додатковою інформацією є дата і місце запису (часто це аудіостудія). Музичні релізи розповсюджуються за допомогою лейблів звукозапису і власними силами.
Існують різні види класифікацій музичних релізів:
- За кількістю виконавців на релізі
- За статусом релізу[1]
- За типом релізу[1]
- За форматом релізу
- За іншими характеристиками

## Кількість виконавців
- Various Artists (VA) — збірка (компіляція, англ. compilation) різних виконавців.
- Split (укр. розділяти) — загальний реліз двох (рідше більше) виконавців під загальною назвою, або містить кілька назв (частіше два для двох виконавців), на якому кожному з виконавців надані по декілька композицій.
- Collaboration (укр. співробітництво) — реліз, записаний виконавцем у співпраці з іншим музикантом. У назві подібного релізу, як правило, присутнє слово featuring (за участю).

## Статус релізу
- Official — офіційний реліз.
- Promotion — реліз, призначений для просування виконавця. Запис, виданий самим же виконавцем, називають демо. Демозаписам присвоєно окремий статус, тому що більшість виконавців не включають свої демки в офіційну дискографію.
- Бутлеґ (англ. Bootleg — нелегальний) — неофіційний реліз. Наприклад, видана підпільно або нелегально збірка або концертний запис.
- Pseudo-Release — пов'язаний з різними видами перекладів і транслітерації оригінальної назви релізу.
- Self-Released — реліз, що вийшов власними зусиллями групи / виконавця (самвидав).

## Тип релізу
- Сингл (англ. Single — індивідуальний) — реліз, призначений для презентації нових творів виконавця.
- Альбом  (англ. Album)
- Збірка (англ. Compilation) — найзагальніший тип збірки музичних творів.
- Best of — вид збірки музичних творів, в який звичайно включаються найвідоміші композиції.
- B-sides — збірка найменш відомих і непопулярних композицій на противагу збірці найкращих композицій.
- Rarities — збірка рідкісних записів.
- Sampler — збірка композицій різних виконавців, що видаються на одному лейблі.
- Саундтрек  (англ. Soundtrack) — збірка композицій, які входили до звукової доріжки будь-якого фільму, або гри.
- Триб'ют  (англ. Tribute — букв. укр. данину, належне) — альбом, присвячений якомусь виконавцю, складається з каверів композицій цього виконавця.
- Live — запис концертного виступу.
- Ремікс (англ. Re-mix) — нова аранжування будь-якого музичного твору.
- Box set — спеціальний випуск, як правило, до ювілею виконавця (але не обов'язково), зазвичай у комплект входить чотири-п'ять дисків або пластинок під загальною обкладинкою.
- Дискографія — всі релізи виконавця на CD або DVD, часто в mp3-форматі.
- Rehearsal (укр. репетиція) — репетиційна запис, призначається суто для фанатів, подібні записи практично завжди є бутлегами.
- Radioshow — запис радіошоу. Також може містити записи Live.
- Подкастинг (англ. podcasting) — звуковий або відеофайл, поширений в Інтернете.
- Відео
  - Інтерв'ю
  - Музичний відеокліп 
    - Live clip
    -  Anime Music Video  (AMV, букв. укр. Анімоване музичне відео)

  - Відеосингл
  - Збірка відеокліпів
  - Концерт
  - Документальний фільм
- Spokenword
  - Аудіокнига
  - Інтерв'ю

## Формат релізу
- LP (англ. Long Play) — грамплатівка 12 «(33 ⅓ rpm), або 10» (33 ⅓ rpm).
- EP (англ. Extended Play) — грамплатівка 12 «(45 rpm), або 7» (45 rpm).
- SP (англ. Single Play) — грамплатівка 12 «(45 rpm)[en], або 7" (45 rpm).
- CD (англ. Compact disc) — 5 "CD (650 або 700 Мб).
- MCD (англ. Mini Compact disc) — 3 "CD (200 Мб).
- DVD
- HD DVD — Одношаровий HD DVD має місткість 15 GB, двошаровий — 30 GB.
- BD (англ. Blu-ray Disc) — Одношаровий диск Blu-ray має місткість 33 GB, двошаровий диск може вмістити 54 GB.
- MD (англ. Mini Disc) — магнітооптичний носій інформації (до 80 хвилин аудіо), потрібен спеціальний плеєр.
- LD (англ. Laserdisc) — лазерний диск діаметром 30 см (або 12 дюймів — як звичайна вінілова платівка), бувають як односторонні, так і двосторонні, потрібен спеціальний плеєр.
- Магнітофонна котушка
- CC (англ. Compact Cassette) — аудіокасета, магнітний носій аудіоінформації.
- VHS (англ. Video Home System) — відеокасета, магнітний носій відеоінформації.
- Цифрове завантаження (англ. Digital Download) — цифрове розповсюдження музичних записів.
- Airplay

## Інші характеристики
- Deluxe edition — подарункове видання.
- Expanded edition — розширене видання.
- Limited edition — обмежене видання.
- Special edition — спеціальне видання.
- Reissue — перевидання.
- Bonus — бонусне видання.